# Mesoleuca venata
Mesoleuca venata är en fjärilsart som beskrevs av Edward Alfred Cockayne 1950. Mesoleuca venata ingår i släktet Mesoleuca och familjen mätare. Inga underarter finns listade i Catalogue of Life.